# Clubiona venusta
Clubiona venusta là một loài nhện trong họ Clubionidae.
Loài này thuộc chi Clubiona. Clubiona venusta được Kap Yong Paik miêu tả năm 1985.